# Nunciatura apostólica en Portugal
La Nunciatura apostólica en la República de Portugal, conocida durante gran parte de la historia como Nunciatura apostólica en Lisboa, es la embajada de la Santa Sede en Portugal. Es una oficina diplomática de la Santa Sede, cuyo representante se llama nuncio apostólico y tiene rango de embajador. Tradicionalmente, el nuncio en Portugal suele poseer el rango eclesiástico de arzobispo.
El último nuncio apostólico en Portugal ha sido es el italiano Ivo Scapolo, arzobispo titular de Tagaste, desde el 29 de agosto de 2019 hasta su renuncia el 23 de mayo de 2025.

## Historia
La Nunciatura apostólica en Lisboa tiene su origen en el siglo XV, cuando fue nombrado por primera vez como representante de los Estados Pontificios ante el Reino de Portugal Justo Baldino, obispo de Ceuta, una ciudad conquistada por los portugueses a los merínidas en 1415. Tras este primer nombramiento, el cargo no fue establecido formalmente, siendo una elección intermitente según las necesidades diplomáticas pontificias. Continuó de este modo hasta el nombramiento del obispo de Funchal, Martinho de Portugal en 1527, siendo a partir de entonces un cargo diplomático formal que tendrá una continuidad hasta nuestros días con algunas salvedades.
Las salvedades de la existencia de la Nunciatura apostólica en Portugal están ligadas a ala propia historia del país. Así, la nunciatura fue suprimida con la anexión de Portugal a España de 1580 a 1640. La nunciatura no fue restablecida hasta 1670, tras estar completamente finalizada la Guerra de Restauración portuguesa y el reconocimiento del rey español Carlos II de la independencia portuguesa y su monarca, Alfonso VI en 1668. De 1640 a 1670 los Estados Pontificios sí nombraron un colector apostólico que actuaba como delegado apostólico en la esfera espiritual.
Ha habido otras cuatro ocasiones en que las relaciones entre Portugal y la Santa Sede se han visto interrumpidas. La siguiente fue en los periodos de 1728 a 1732, cuando Juan V de Portugal, muy cercano en su política exterior a Roma, acabó cumpliendo su amenaza de romper relaciones con la Santa Sede después de años de negativas de los Papas Inocencio XIII (antiguo nuncio en Lisboa) y Benedicto XIII (primer papa con ascendencia portuguesa) de elevar a cardenal a Vincenzo Bichi, nuncio apostólico en Lisboa, por la negativa del Colegio de Cardenales. La mediación del rey de España Felipe V apaciguo un poco las aguas, pero no fue hasta después de 1731 cuando el nuevo Papa Clemente XII accedió a la petición de Juan V que se restablecieron las relaciones entre Portugal y la Santa Sede.
Apenas 30 años después volverá a cerrarse la nunciatura en la década de 1760, de 1761 a 1769, en esta ocasión por la disputa de José I con los jesuitas y la expropiación de tierras de la Iglesia para llevar a cabo su política dirigista.
El siguiente cierre de la nunciatura fue en el siglo XIX, de 1834 a 1842 cuando tras el fin de las Guerras liberales y la firma de la Convención de Évora-Monte (que obligaba al pretendiente Miguel a abandonar para siempre la península ibérica), Miguel de Braganza se refugió en Roma, lo que elevó las quejas de la reina portuguesa María II. La situación se calmó después de que el exiliado Miguel se trasladase a Alemania.
La última vez que las labores de la nunciatura apostólica en Portugal fueron interrumpidas fue de 1910 a 1918. En esta ocasión, el detonante fue la Revolución del 5 de octubre de 1910 que comenzó el proceso republicano en Portugal, la nueva Primera República Portuguesa tuvo una relación hostil con la Santa Sede, con la que no formalizó relaciones (y reabrió la nunciatura) hasta 1918, cuando el encargado de negocios desde 1910, Benedetto Aloisi Masella, fue nombrado nuncio apostólico.
Durante los periodos de interrupción de relaciones y cierres de la nunciatura, se utilizó la fórmula del colector apostólico o encargado de negocios (delegado apostólico al uso) que mantenían los encuentros para restablecer las relaciones diplomáticas.

## Nuncios Apostólicos
Nuncios desde el siglo XXI
- Edoardo Rovida (15 de marzo de 1993 - 12 de octubre de 2002)
- Alfio Rapisarda (12 de octubre de 2002 – 8 de noviembre de 2008)[2]
- Rino Passigato (8 de noviembre de 2008 – 4 de julio de 2019)[3]
- Ivo Scapolo (29 de agosto de 2019 – 23 de mayo de 2025)